# مقرب (مقاطعة فارياب)
مقرب (بالفارسية: مقرب) هي قرية تقع في البلدة المركزية في إيران. يقدر عدد سكانها بـ 337 نسمة بحسب إحصاء 2016.